# Конкурс молодых музыкантов «Евровидение-2014»
Евровидение для молодых музыкантов 2014 (англ. Eurovision Young Musicians 2014) — 17-й конкурс молодых музыкантов «Евровидение», который прошёл в Германии в 2014 году. Предварительные раунды прошли 26 и 27 мая 2014 года. Финал конкурса состоялся 31 мая 2014 года на сцене перед Кельнским собором в немецком городе Кёльн. Победу на конкурсе одержал участник из Австрии Цийу Хэ, играющий на скрипке, что стало пятой победой страны на конкурсе за всю его историю. Музыканты из Словении и Венгрии заняли второе и третье место соответственно.
Организатором конкурса выступила немецкая национальная телекомпания WDR. В конкурсе приняли участие молодые музыканты в возрасте до 20 лет из 14 стран Европы. От участия в конкурсе в этом году отказалась Армения, Беларусь, Босния и Герцеговина, Грузия и Украина (помимо ещё 20 стран, имеющих право на участие, но переставших участвовать ранее). На конкурс вернулись Венгрия, Португалия и Швеция, также состоялся дебют Мальты и Молдовы.

## Выбор страны-организатора
26 октября 2013 года стало известно, что Германия примет семнадцатый конкурс классической музыки «Евровидение для молодых музыкантов». Местом проведения стала площадь перед Кельнским собором, где была сооружена временная сцена. Это впервые, когда конкурс за последние 8 лет проводился не в австрийской Вене.
К слову, Германия уже проводила конкурс в 2002 году. Тогда он состоялся на сцене «Берлинского драматического театра» в Берлине.

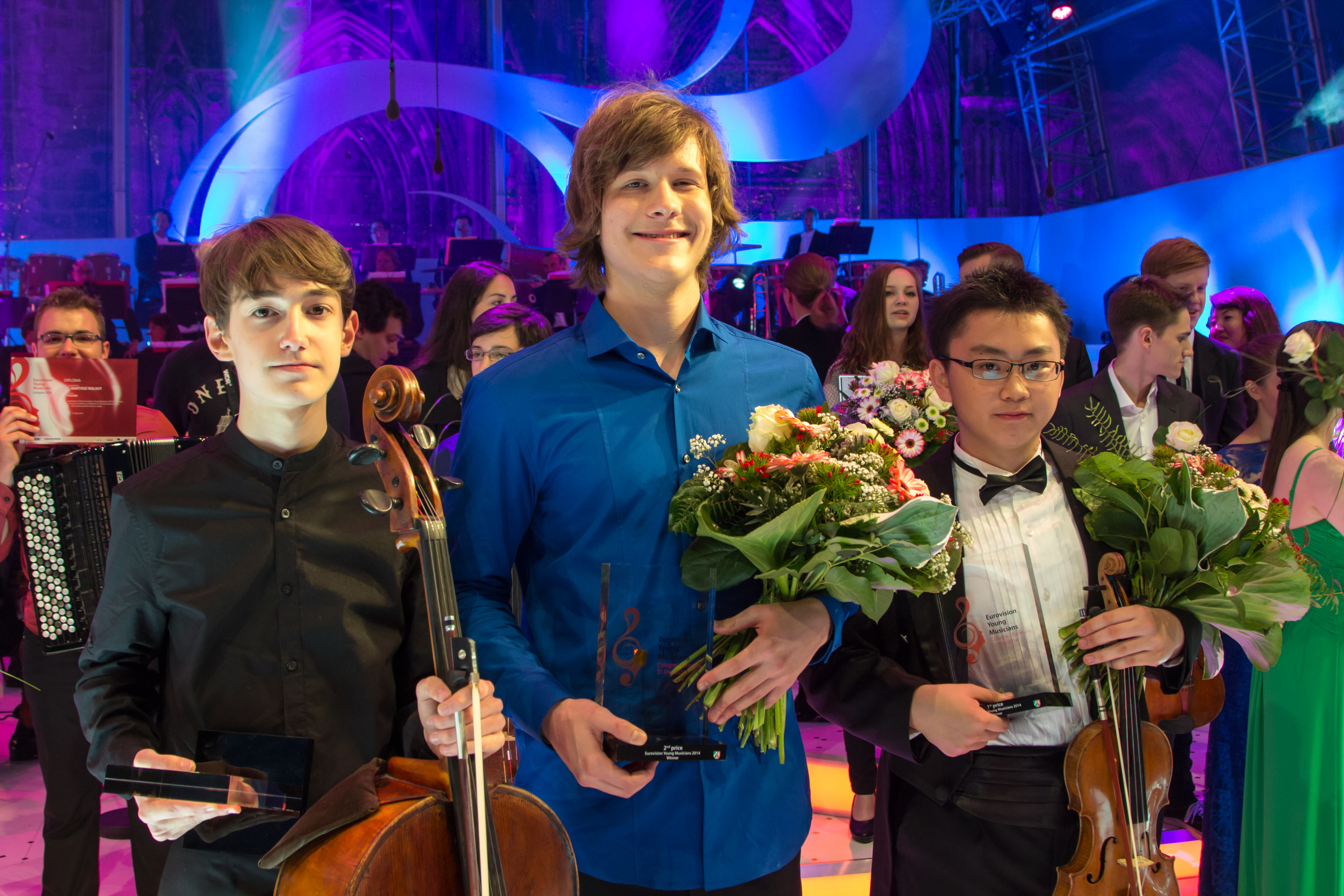
Победители: Цийу Хэ, Урбан Станич и Гергелий Девич

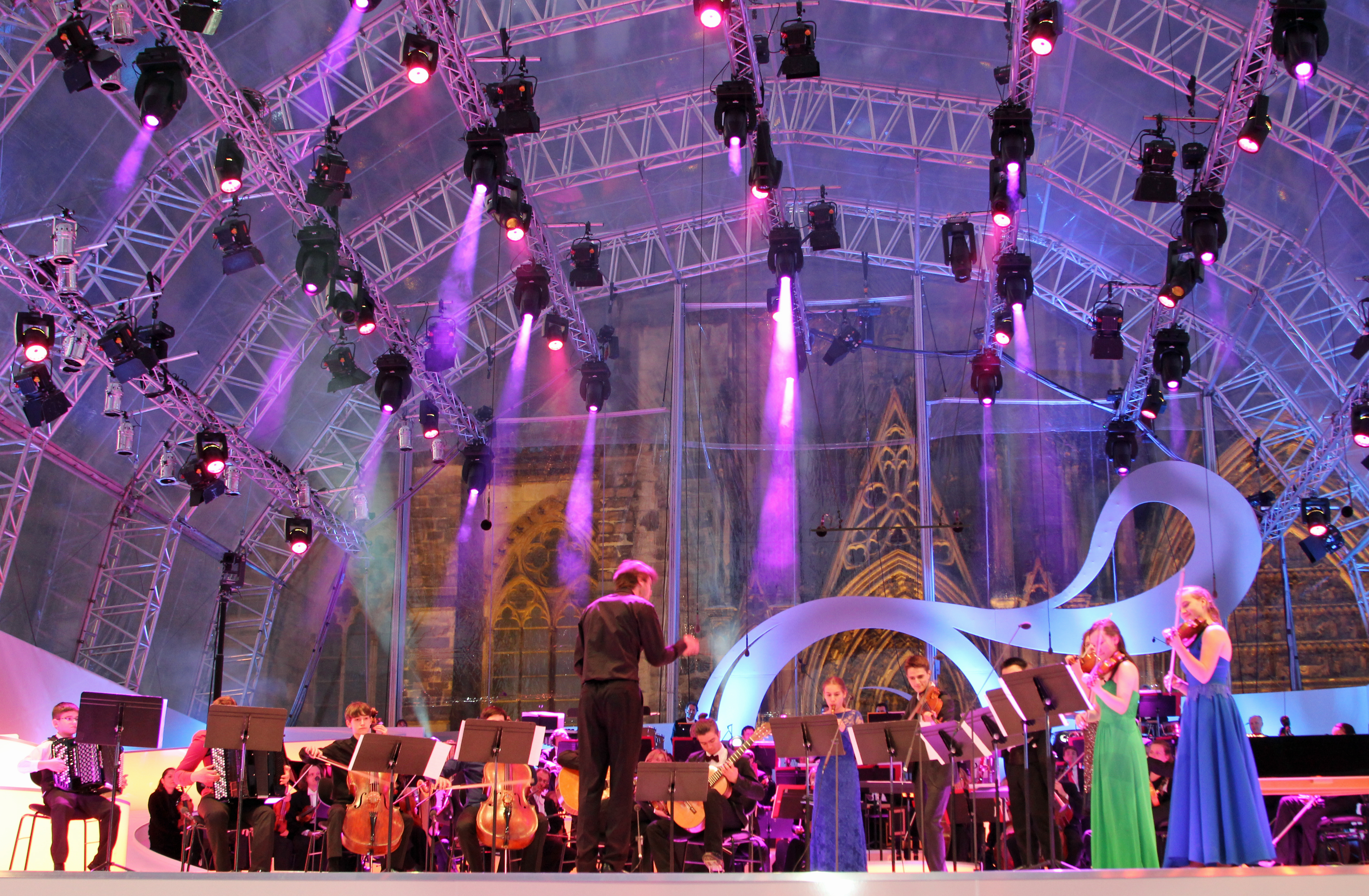
Сцена и оркестр во время группового выступления

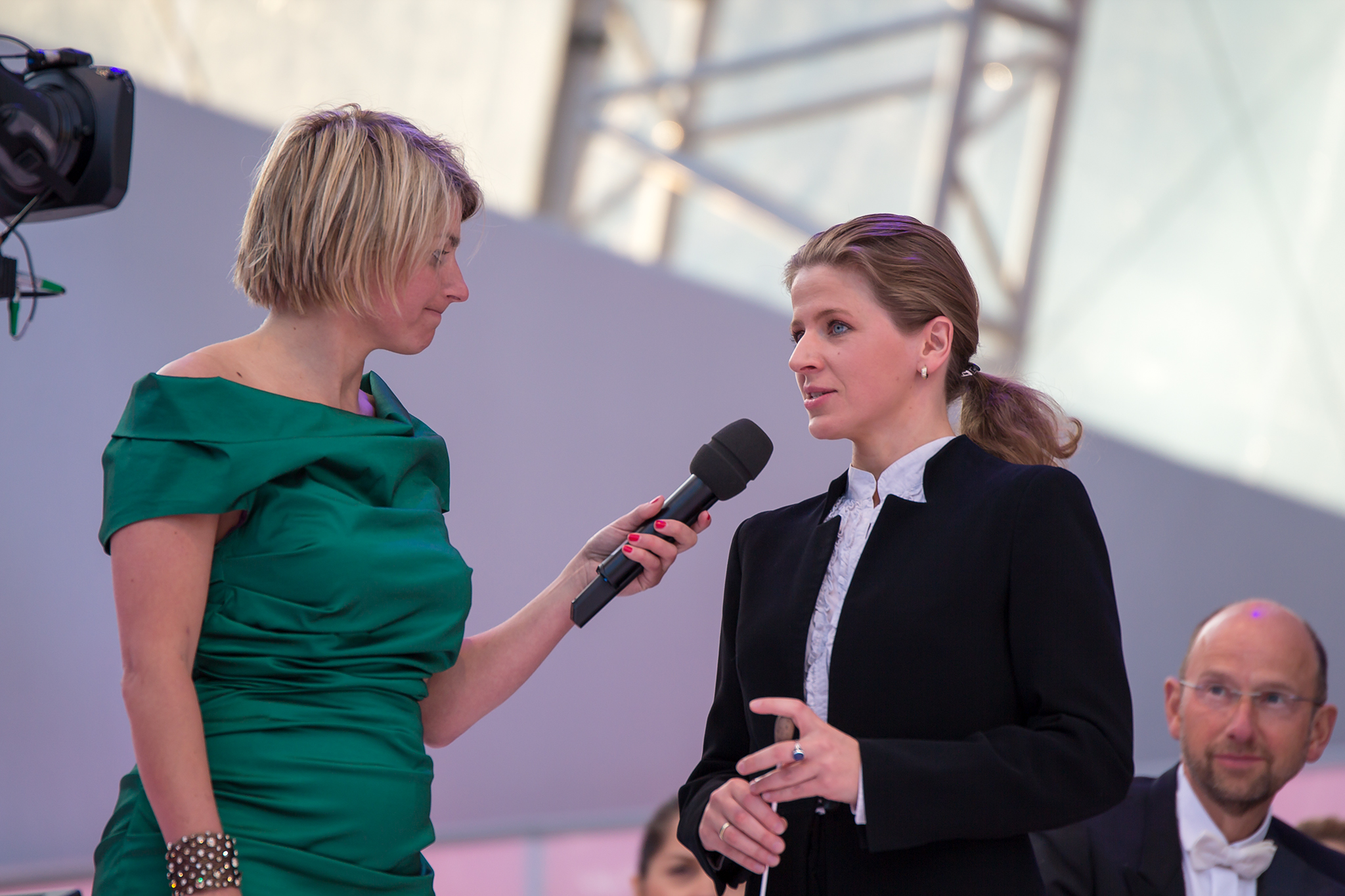
Ведущая конкурса Сабин Генрих и дирижёр Кристийна Поска

## Формат
К участию в конкурсе допускаются молодые музыканты в возрасте от 10 до 19 лет включительно, с учётом того, что в день проведения финала им не исполнится 20 лет. Причём участниками могут стать только соло-исполнители, не задействованные на профессиональной основе (то есть не получающие прибыли от выступлений).
Каждый из 14 участников в финале исполнил 5-минутную программу. Музыкальный инструмент и программу участник выбирал по своему усмотрению. Оценивало выступления профессиональное жюри, каждый член которого обязан присудить баллы от 1 до 10 каждому музыканту. После всех выступлений оценки жюри были просуммированы и добавлены к оценкам за предварительный раунд, после чего была объявлена тройка победителей. Победитель получил денежный приз €10000, а обладатели второго и третьего мест по €7000 и €3000 соответственно. Также победитель получили возможность выступить в составе Венского филармонического оркестра.

### Полуфиналы
В этом году Европейский вещательный союз ввёл новый формат для конкурса. Главным изменением является введение предварительного раунда, разделённого на две части, вместо двух полуфиналов, чтобы все участвующие страны могли появиться на главной сцене в финале конкурса. В предварительном раунде каждый из участников исполнил 15-минутную программу. Жюри наблюдало и оценивало выступления молодых музыкантов, однако оценки профессионального жюри не были раскрыты.
Идея предварительного раунда заключается в том, что он дает участникам больше времени, чтобы показать их музыкальные знания и опыт ещё перед финалом.
«Конкурс молодых музыкантов Евровидение, хотя и был запущен в далеком 1982 году, но изменений особых не претерпел. Поэтому, конечно, в последнее время страны также стали терять интерес к конкурсу – в связи с чем пришлось вносить серьезные изменения. А вы представляете, что такое внести изменения и получить одобрение от рабочей группы конкурса, чей состав преимущественно состоит из достаточно консервативных представителей? Но нам удалось убедить группу, и мы, в первую очередь, приняли решение убрать полуфинал – так чтобы все страны могли появиться на главной сцене в финале конкурса. Также сократить выступление участников до 5 минут и добавить общее выступление всех участников, исполняющих композицию в новом жанре».Владислав Яковлев, исполнительный супервайзер конкурса

### Ведущая и оркестр
Ведущей конкурса стала Сабин Генрих. Участникам аккомпанировал симфонический оркестр Кёльнского радио под руководством эстонского дирижёра Кристийны Поска .

### Жюри
В состав профессионального жюри вошло 5 человек:
- Клеменс Хеллсберг (Председатель)
- Маркус Павлик (Победитель конкурса классической музыки «Евровидение для молодых музыкантов 1982»)
- Кэрол Макгоннелл
- Морис Штегер
- Урош Лайович

## Участники
30 января 2014 года было объявлено, что в конкурсе молодых музыкантов «Евровидение 2016» примут участие 14 страны из общего числа 56 стран, имеющих право участвовать ввиду членства в Европейском вещательном союзе (ЕВС)

### Предварительный раунд
Все страны-участницы автоматически попали в финал из-за отмены полуфиналов. Предварительный раунд проводился в два этапа - 26 мая и 27 мая. Профессиональное жюри в предварительном раунде уже оценивало выступления конкурсантов и присуждало баллы, которые позже были прибавлены к баллам, присужденными уже в финале.
| Первая часть | Первая часть | Первая часть               | Первая часть | Первая часть |
| №            | Страна       | Участник                   | Инструмент   | Произведение (Композитор) |
| ------------ | ------------ | -------------------------- | ------------ | --- |
| 01           | Хорватия     | Сара Домьянич              | Скрипка      | 1) Sonata for Violin on C Minor, op.45, no.3 (1. mvt: Allegro molto ed appassionato) (Эдвард Григ) 2) Valse-Scherzo in C Major, op.34 (Пётр Чайковский)                        |
| 02           | Норвегия     | Соноко Мириям Шимано Велде | Скрипка      | 1) Poème, Op.25 (Эрнест Шоссон) |
| 03           | Мальта       | Курт Акулина               | Гитара       | 1) August Lullaby by Marek Mancina (Пер-Олов Киндгрен) 2) Concerto de Aranquez (Хоакин Родриго) 3) Birds flew over the spire (Гэри Райан)                                      |
| 04           | Венгрия      | Гергелий Девич             | Виолончель   | 1) Minuet in C Major (Гайдн-Пьятти) 2) Liebestraum (Лист-Кассадо) 3) Roumanien folk dances (Барток-Сильва)                                                                     |
| 05           | Словения     | Урбан Станич               | Фортепиано   | 1) Sonata/Capriccio K20, E - Major (Доменико Скарлатти) 2) Paraphrase de concert S. 434 (Ференц Лист) 3) Suggestion diabolique, op.4 (Сергей Прокофьев)                        |
| 06           | Австрия      | Цийу Хэ                    | Скрипка      | 1) Violinkonzert KV 207, 1. Satz mit Kadenz von Kurt Guntner (Вольфганг Амадей Моцарт) 2) Capriccio op. 1/1 (Никколо Паганини) 3) 2. Violinkonzert (Бела Барток)               |
| 07           | Нидерланды   | Люсия Хорш                 | Флейта       | 1) Sonata seconda (Renaissance sopraan) (Дарио Кастелло) 2) Der Besucher der Idylle (1993) (tenor) (Юн Исан) 3) Adagio en Allegro uit Sonate Wq 135 (Карл Филипп Эммануил Бах) |

| Вторая часть | Вторая часть | Вторая часть          | Вторая часть | Вторая часть |
| №            | Страна       | Участник              | Инструмент   | Произведение (Композитор) |
| ------------ | ------------ | --------------------- | ------------ | --- |
| 08           | Польша       | Бартош Кольсут        | Аккордеон    | 1) Praeludium and Fugue in h minor BWV 893 (Иоганн Себастьян Бах) 2) Near the Portrait of Niccolo Paganini (Володимир Петрович) 3) Don Rhapsody part III (Вячеслав Семёнов)                                    |
| 09           | Португалия   | Андрэ Гунько          | Виолончель   | 1) Suite for solo cello - Intermezzo e danza finale (Гаспар Касадо) 2) Pezzo Capriccioso (Пётр Чайковский) |
| 10           | Греция       | Вассилис Дигос        | Гитара       | 1) Differencias Sobre Guardame las Vacas (Луис де Нарваэс) 2) Danza del Altiplano (Лео Брауэр) 3) Sonata-Joaquin Turina 2nd and 3rd movement (Хоакин Турина)                                                   |
| 11           | Германия     | Юдиф Стапф            | Скрипка      | 1) Grand Caprice for violine solo op. 26 "Der Erlkönig" (Генрих Вильгельм Эрнст/Франц Шуберт) 2) Estrellita (Мануэль Понсе/обр. Яша Хейфец) 3) Violin sonata in d, op. 108, 4. Presto agitato (Иоганнес Брамс) |
| 12           | Швеция       | Албин Уусиаярви       | Скрипка      | 1) Romanze op 85 (Макс Брух) |
| 13           | Чехия        | Мартин Кот            | Аккордеон    | 1) Flick-Flack (Альберт Воссен) |
| 14           | Молдова      | Ливыка Штирбу-Соколов | Фортепиано   | 1) Prelude and Fugue no.2 A minor op.87 (Дмитрий Шостакович) 2) Novelette No.3 (Франсис Пуленк) 3) Sonata no.1 (Родион Щедрин)                                                                                 |

### Финал
| №  | Страна     | Участник                   | Инструмент | Произведение (Композитор)                                                                                             | Результат    |
| -- | ---------- | -------------------------- | ---------- | --- | ------------ |
| 1  | Молдова    | Ливыка Штирбу-Соколова     | Фортепиано | Piano concerto (Ливиу Штирбу)                                                                                         | —            |
| 2  | Хорватия   | Сара Домьянич              | Скрипка    | Zigeunerweisen, op.20 (Пабло де Сарасате)                                                                             | —            |
| 3  | Мальта     | Курт Акулина               | Гитара     | Concerto de Aranquez (Хоакин Родриго)                                                                                 | —            |
| 4  | Венгрия    | Гергелий Девич             | Виолончель | Allegro appassionato Op.43 (Камиль Сен-Санс)                                                                          | Третье место |
| 5  | Словения   | Урбан Станич               | Фортепиано | Grande polonaise brillante, op. 22 E-flat major (Фредерик Шопен)                                                      | Второе место |
| 6  | Австрия    | Цийу Хэ                    | Скрипка    | 2. Violinkonzert (Бела Барток)                                                                                        | Победитель   |
| 7  | Польша     | Бартош Кольсут             | Аккордеон  | «Concerto Classico» part I (Бронислав Казимеж Прзыбыльский)                                                           | —            |
| 8  | Нидерланды | Люсия Хорш                 | Флейта     | Concerto per flautino in sol maggiore RV 443 (Антонио Вивальди)                                                       | —            |
| 9  | Португалия | Андрэ Гунько               | Виолончель | Cello Concerto op. 85, 2 mov Lento. Allegro molto (Эдуард Элгар)                                                      | —            |
| 10 | Греция     | Вассилис Дигос             | Гитара     | Concerto in Re - M.C. Tedesco (Марио Кастельнуово-Тедеско)                                                            | —            |
| 11 | Германия   | Юдиф Стапф                 | Скрипка    | Violin Concerto No. 1 in A minor, Opus 77, fourth movement: Burlesque: Allegro con brio – Presto (Дмитрий Шостакович) | —            |
| 12 | Швеция     | Албин Уусиаярви            | Скрипка    | Viola concerto, 2nd movement (Уильям Уолтон)                                                                          | —            |
| 13 | Чехия      | Мартин Кот                 | Аккордеон  | Flick-Flack (Альберт Воссен)                                                                                          | —            |
| 14 | Норвегия   | Соноко Мириям Шимано Велде | Скрипка    | 3. movement from Violin Concerto no 1 in G minor, op. 26 (Макс Брух)                                                  | —            |

## Галерея

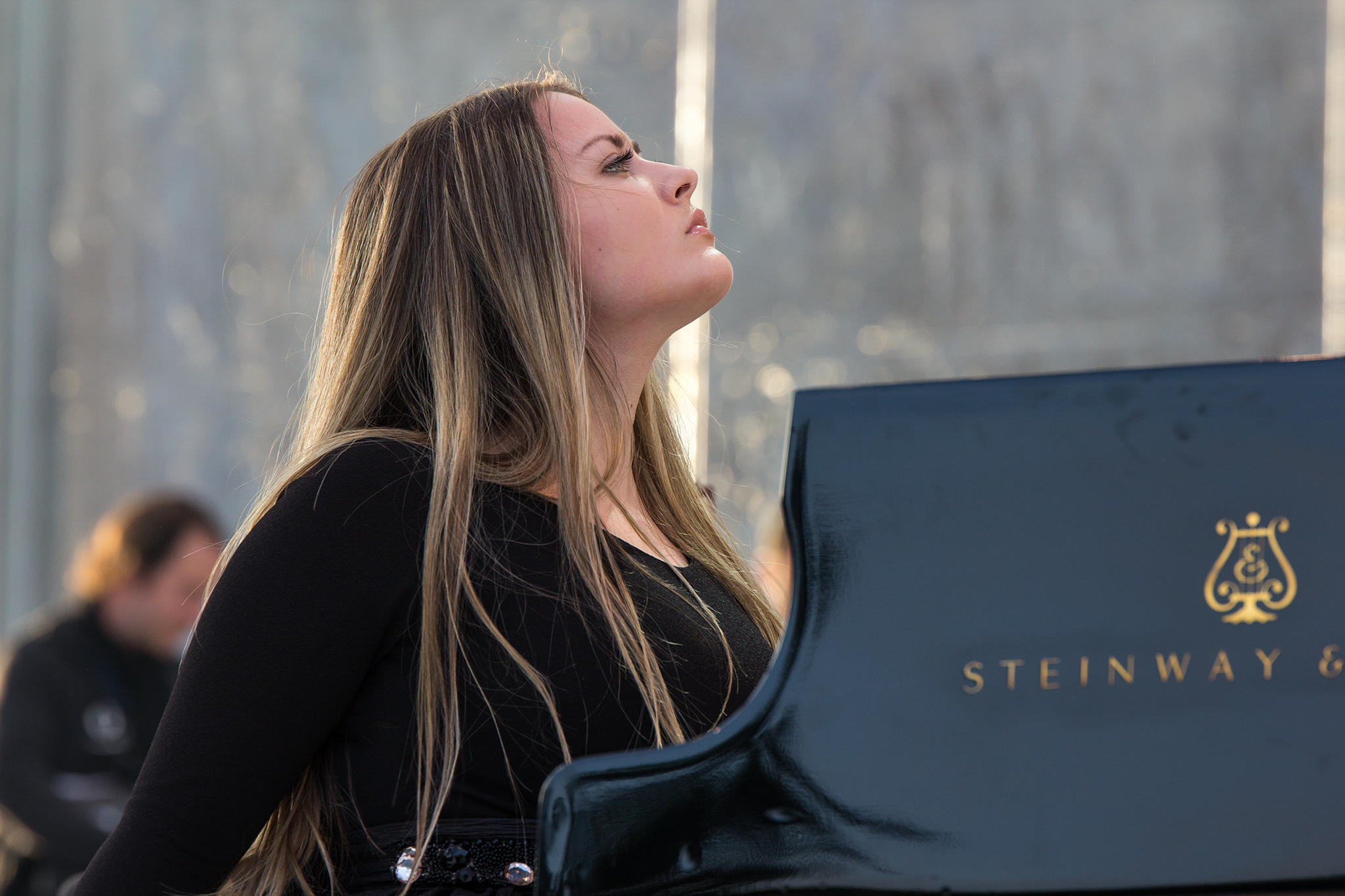
1.  Ливыка Штирбу-Соколова
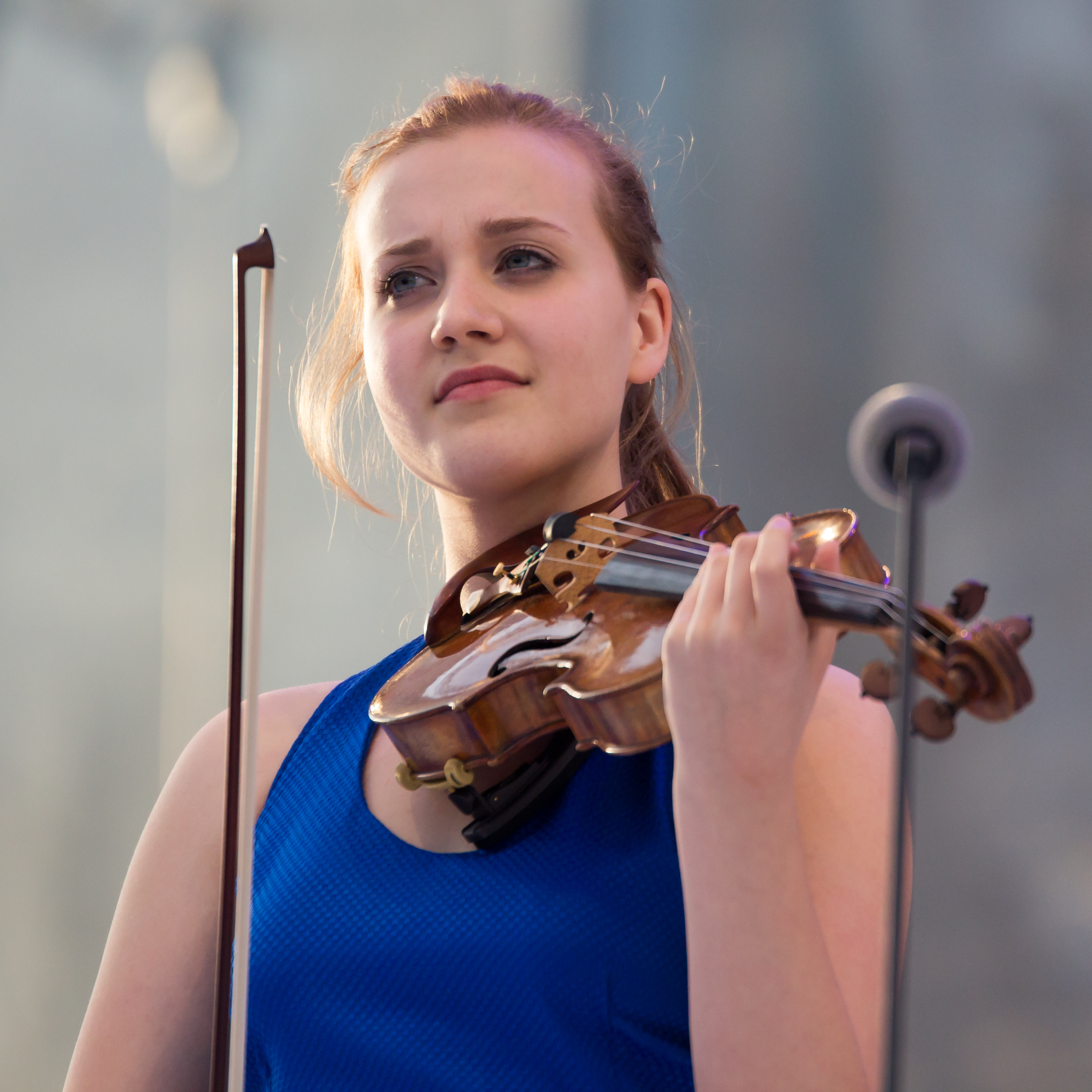
2.  Сара Домьянич
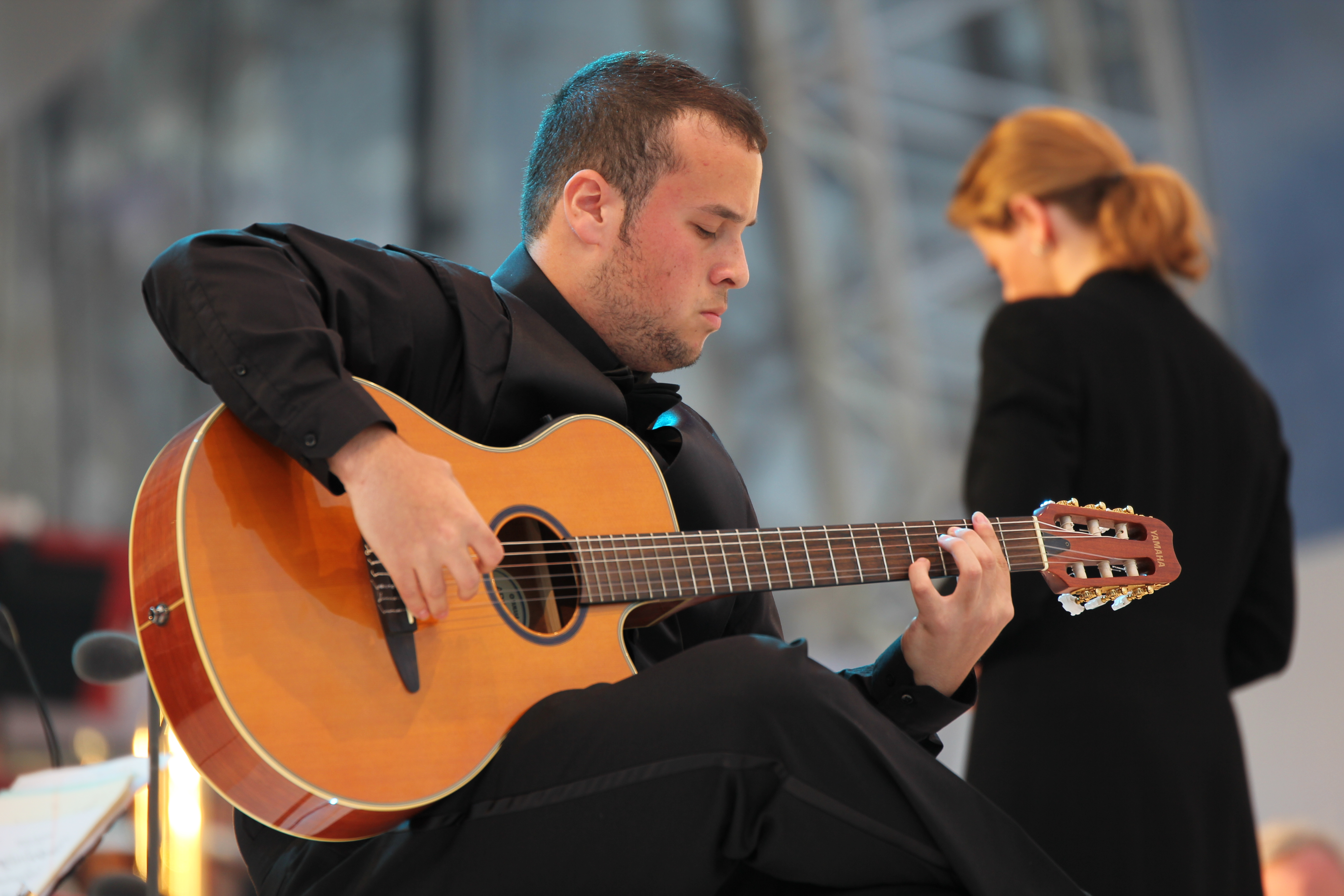
3.  Курт Акулина
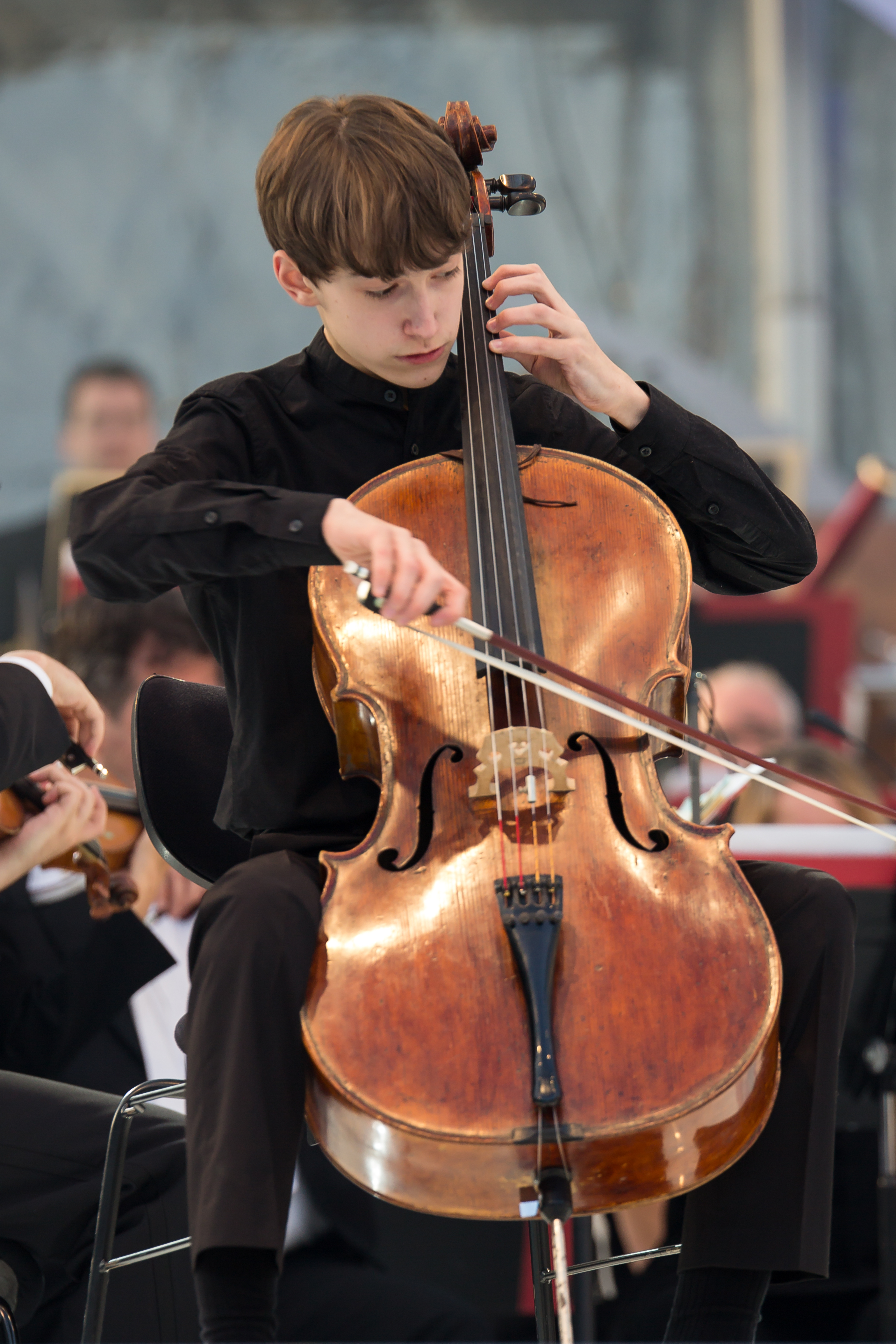
4.  Гергелий Девич
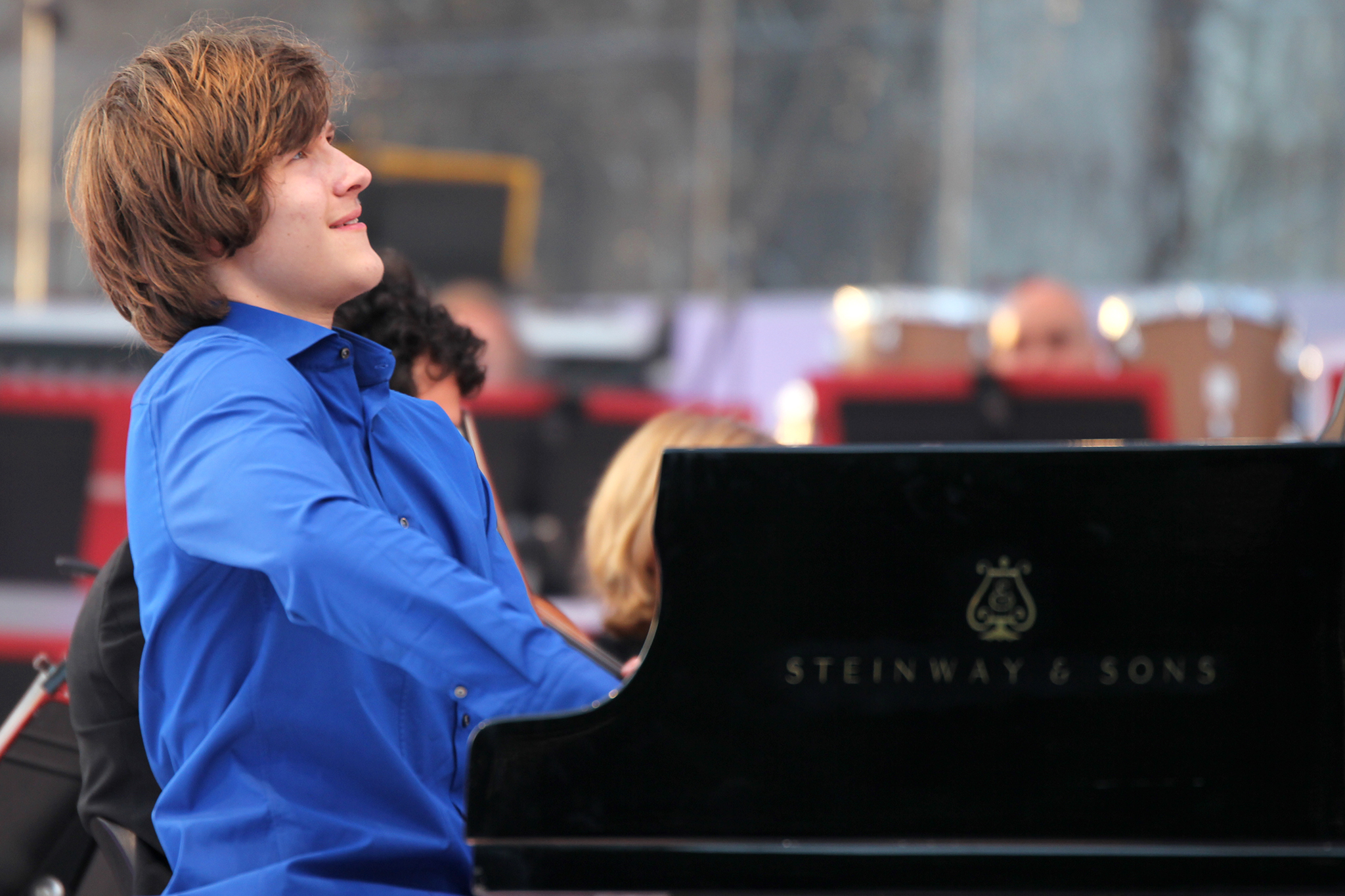
5.  Урбан Станич
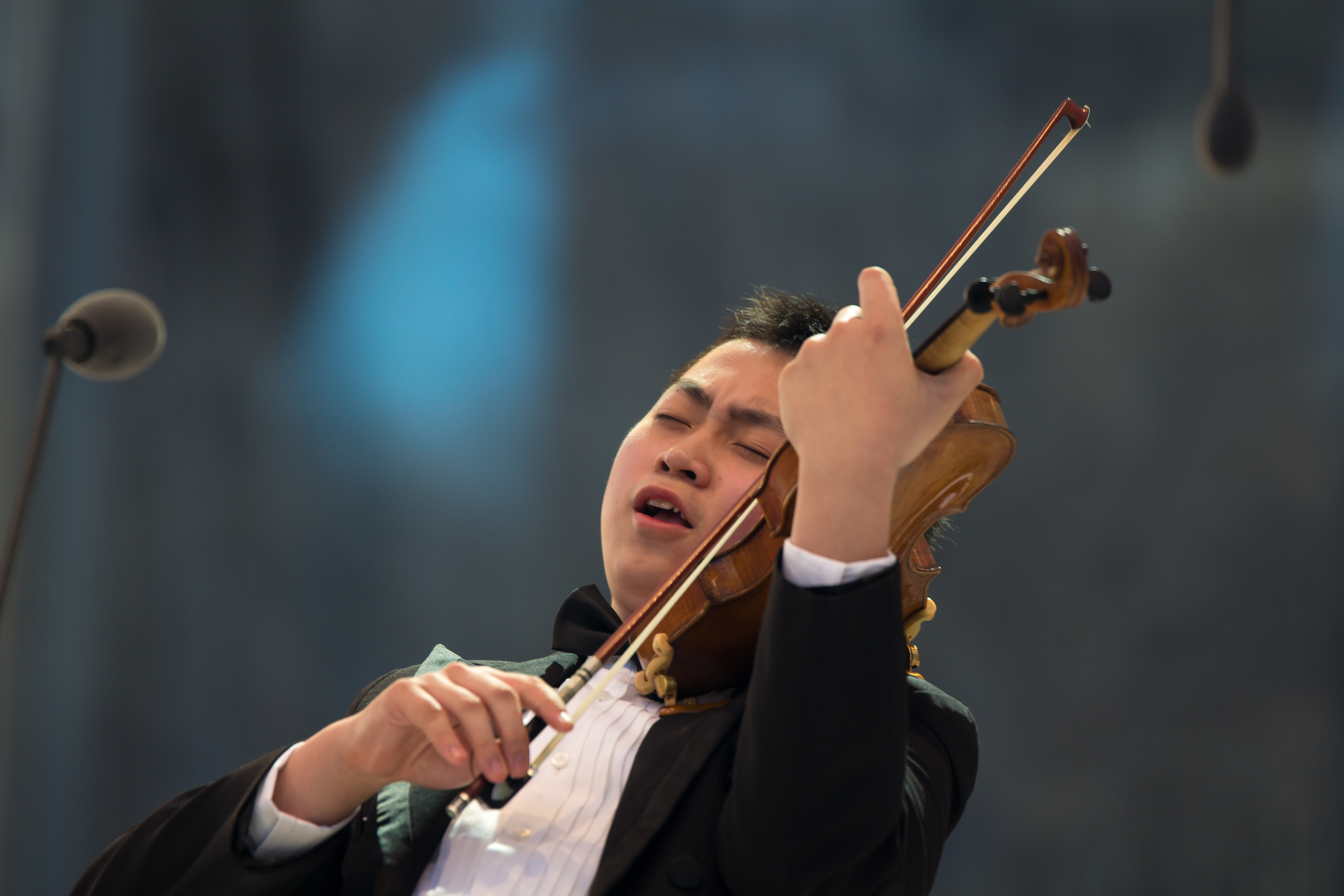
6.  Цийу Хэ
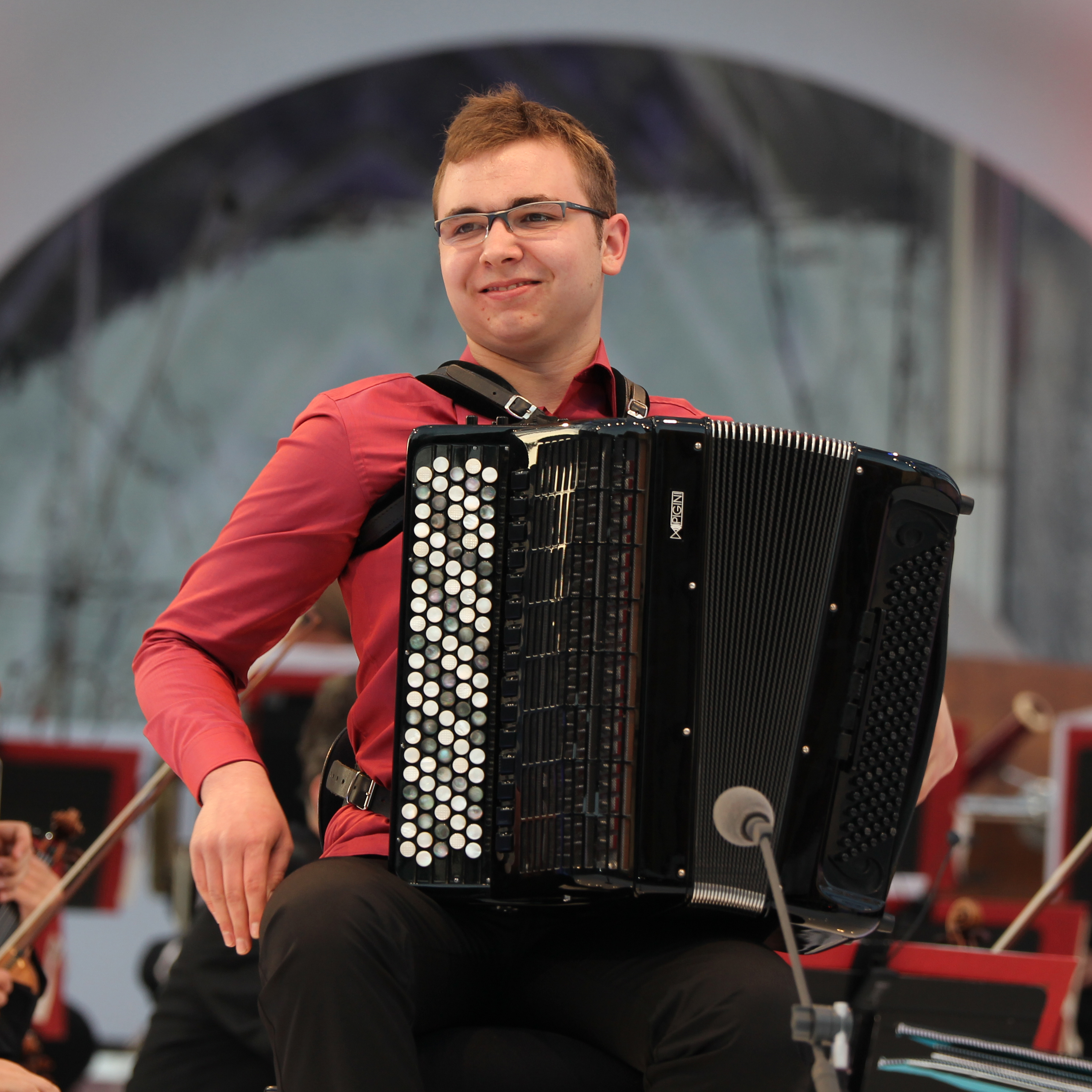
7.  Бартош Кольсут
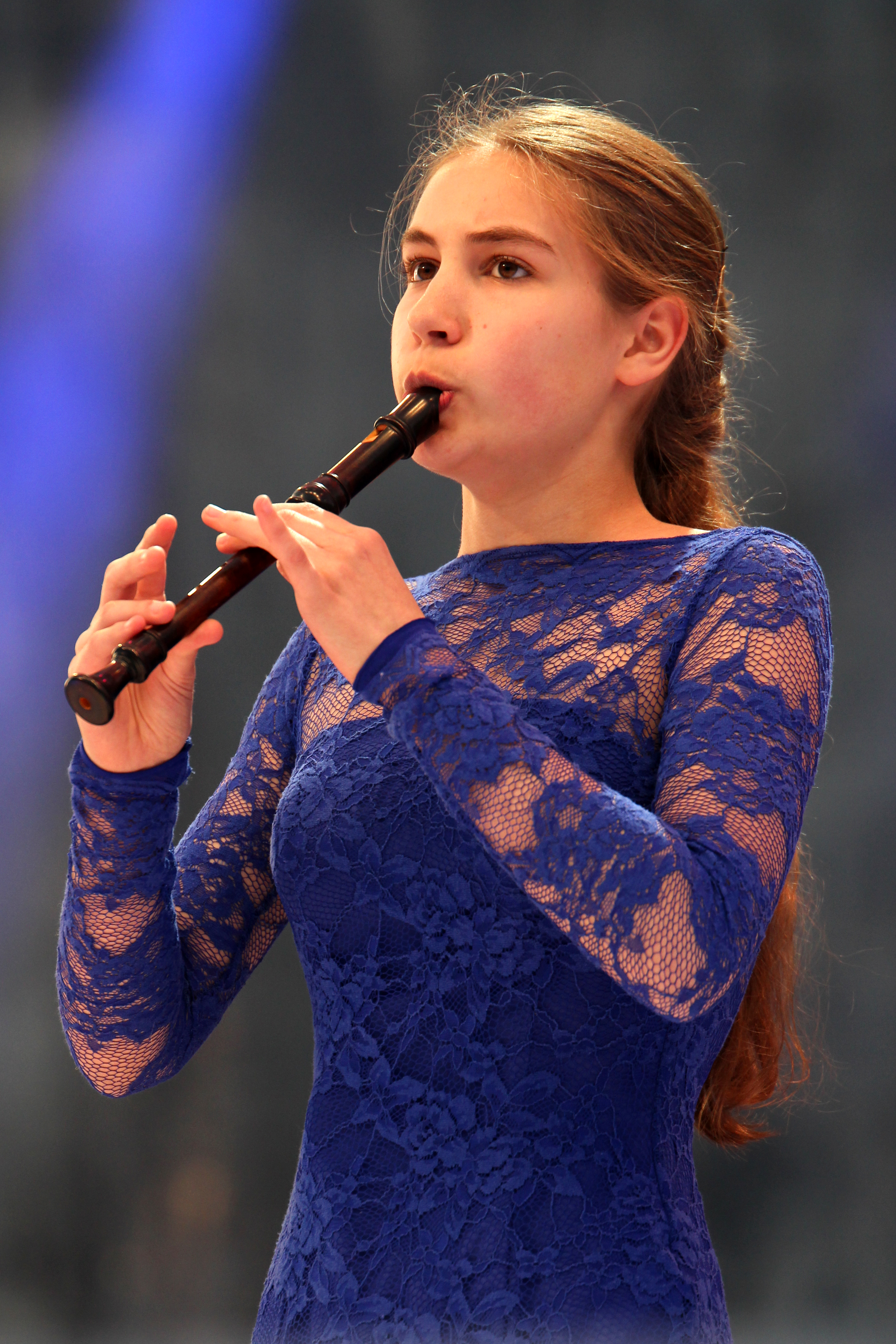
8.  Люсия Хорш
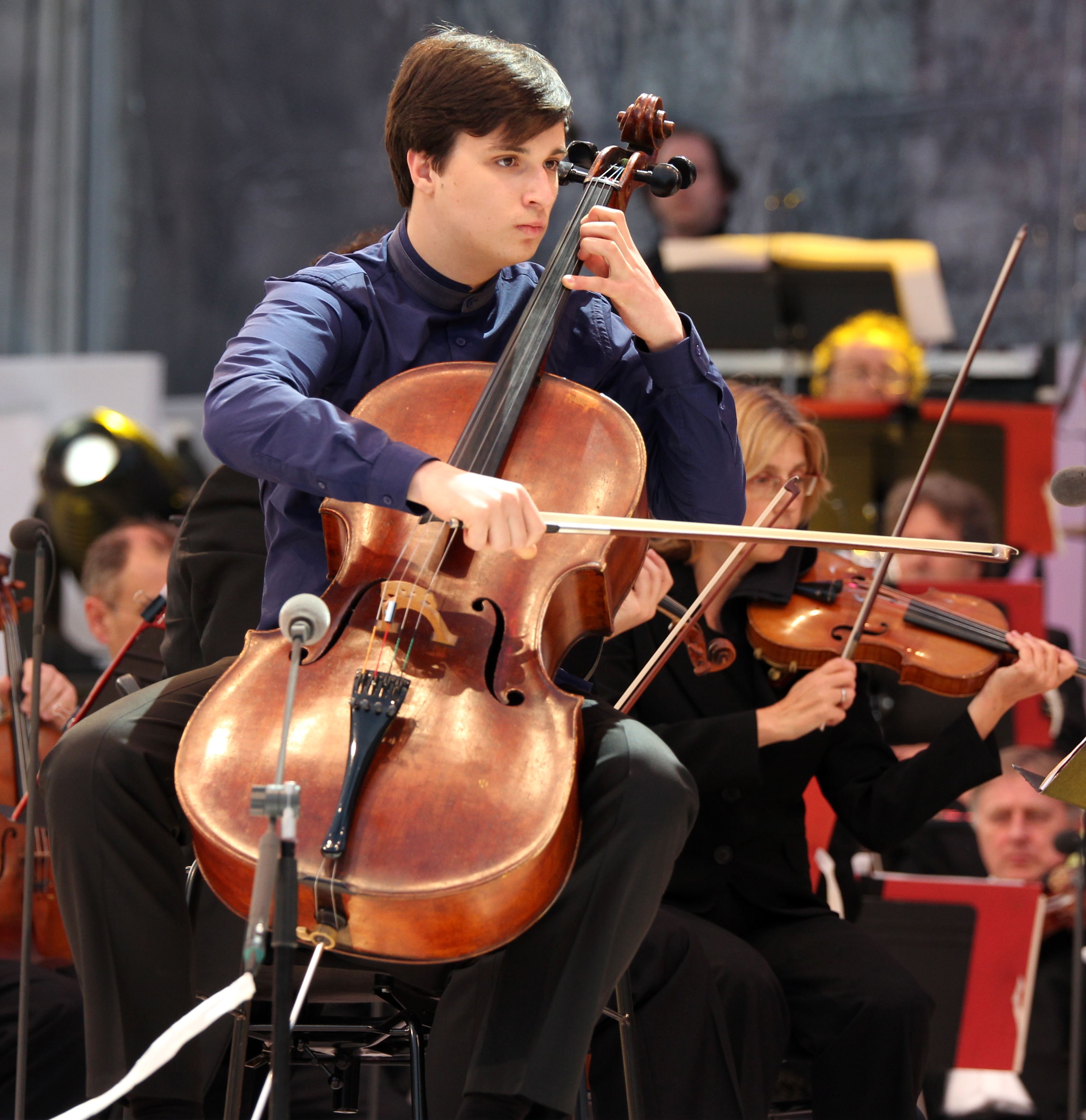
9.  Андрэ Гунько
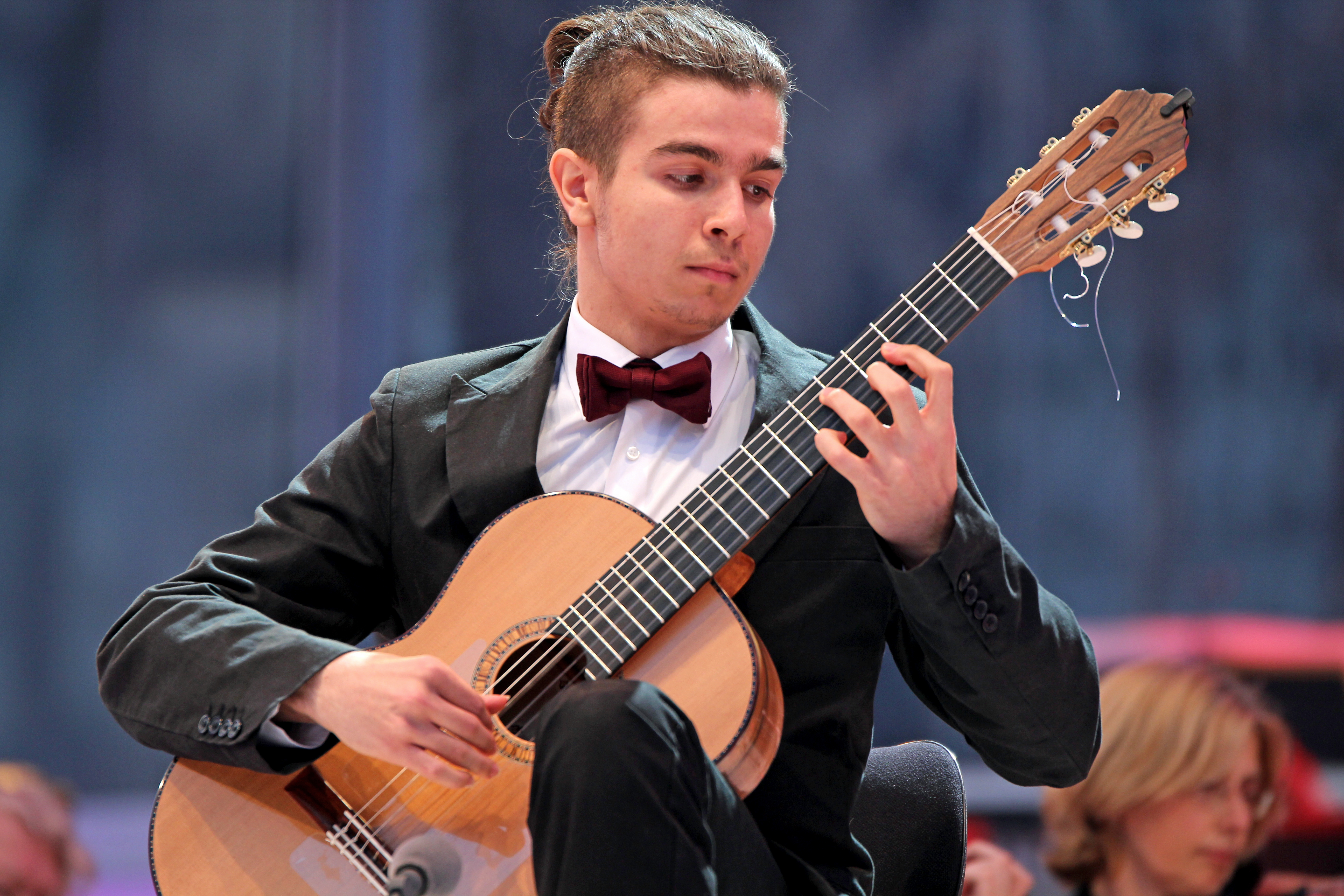
10.  Вассилис Дигос
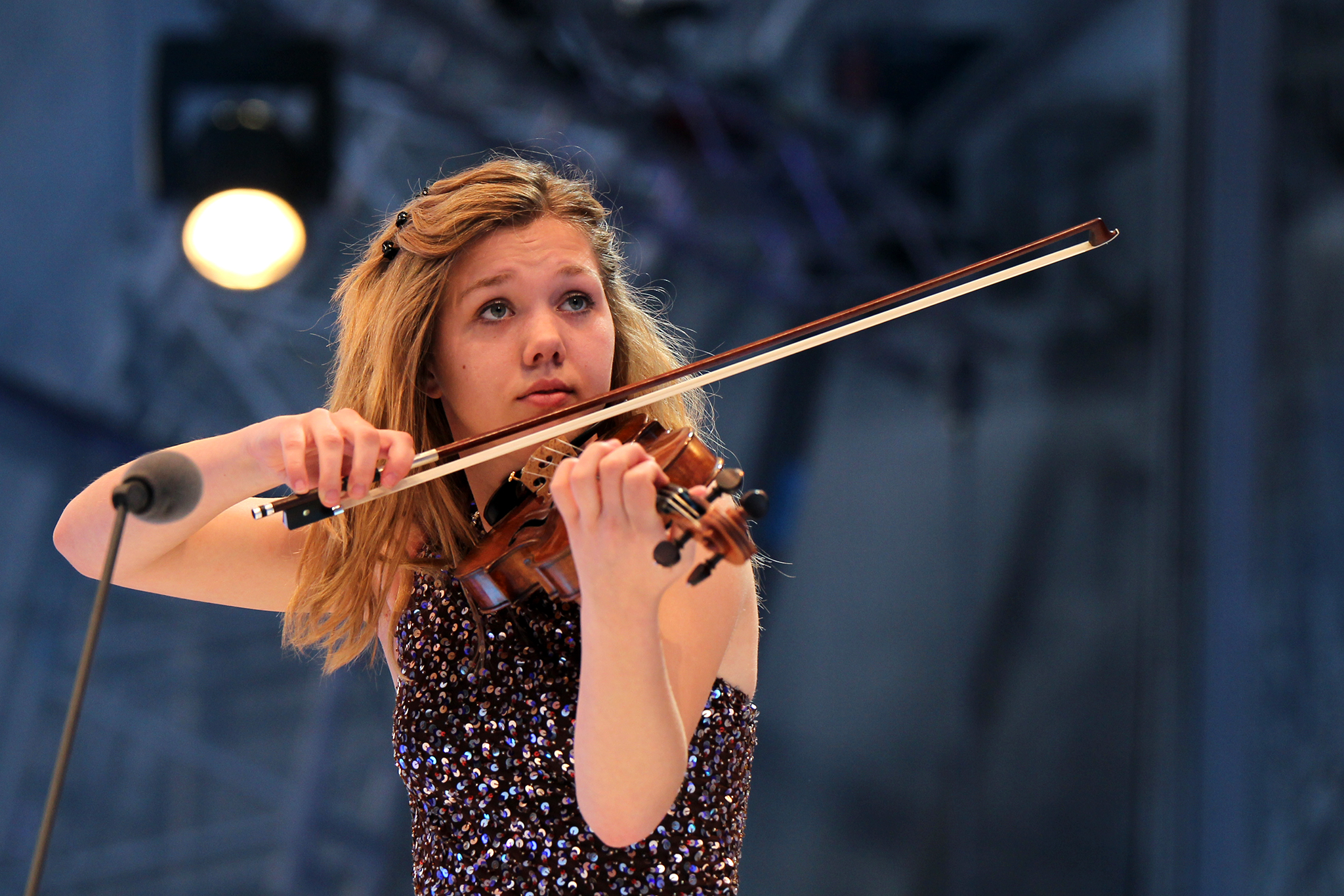
11.  Юдиф Стапф
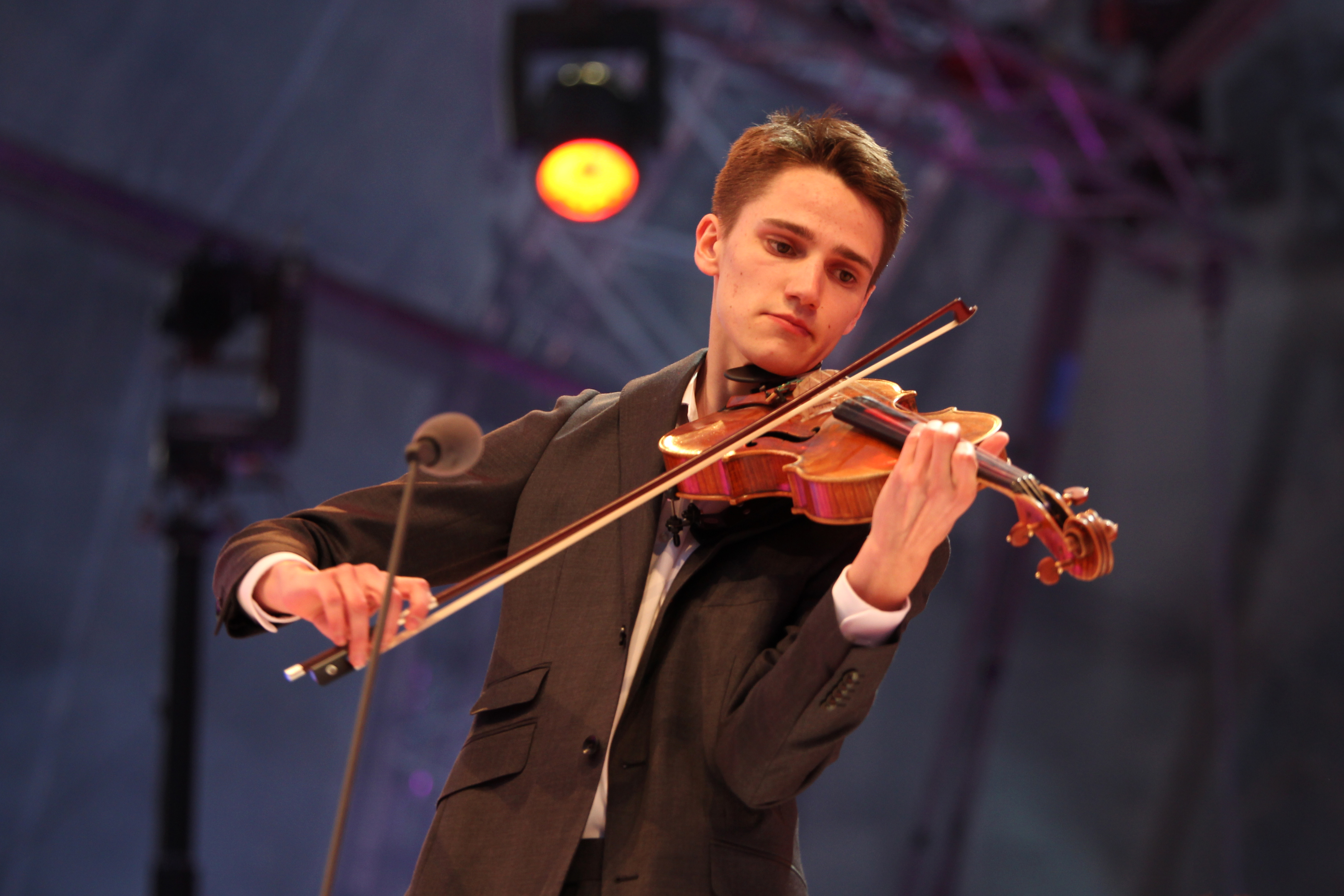
12.  Албин Уусиаярви
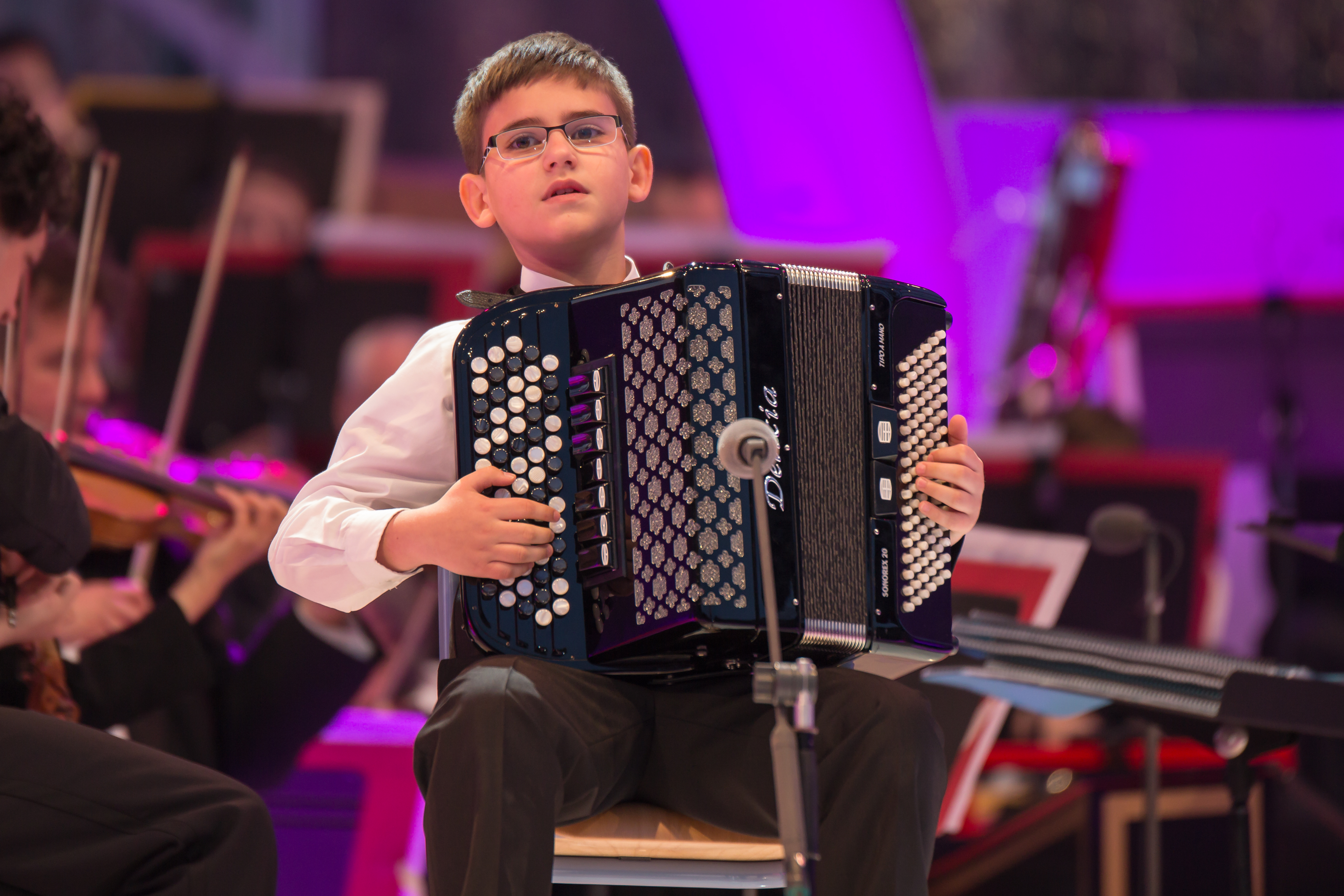
13.  Мартин Кот
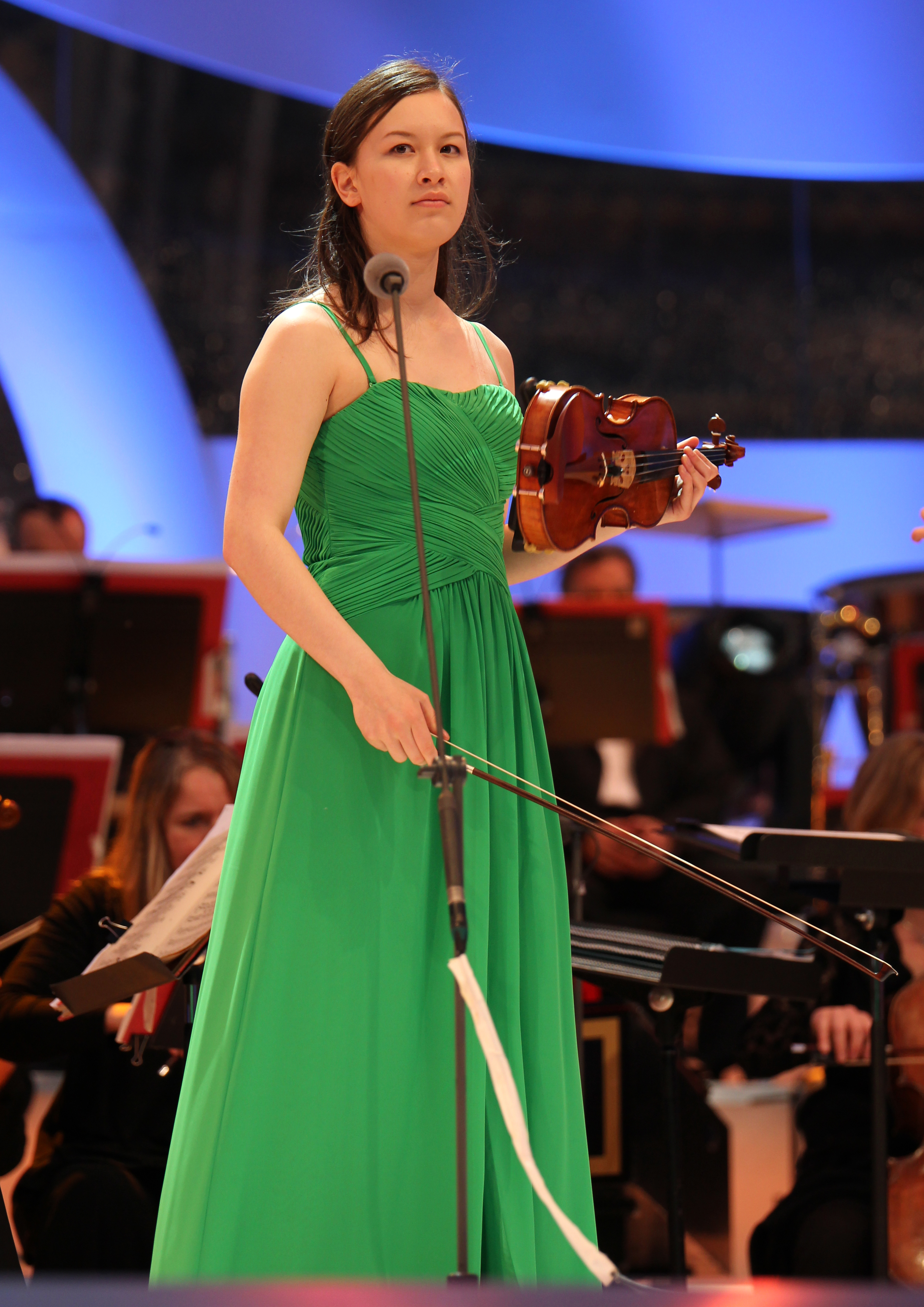
14.  Соноко Мириям Шимано Велде

## Национальные отборы
Открытые национальные отборы (с голосование профессионального жюри) не обязательны для всех стран-участниц, и в связи с этим многие страны выбирают своего представителя путем внутреннего отбора. Свои открытые отборы проводят следующие страны:
| Страна     | Дата                  | Отбор                              | Вещатель | Информация |
| ---------- | --------------------- | ---------------------------------- | -------- | --- |
| Австрия    | 20 марта 2014 г.      | Die nationalen Auswahl 2014        | ORF      | 27 декабря 2013 года австрийская телерадиокомпания объявила приём заявок на национальный отбор до 20 февраля 2014 года. 14 марта были объявлены 12 финалистов. 20 марта «ORF RadioKulturhaus» состоялся финал отбора, где победу одержал Цийу Хэ |
| Венгрия    | 3 марта 2014 г.       | Внутренний                         | MTV      | 3 марта 2014 года стало известно, что Венгерское телевидение внутренним отбором выбрала Гергелия Девича. |
| Германия   | 27 марта 2014 г.      | Внутренний                         | WDR      | 27 марта 2014 года стало известно, что Западнонемецкая телерадиокомпания внутренним отбором выбрала Юдиф Стапф. |
| Греция     | 11 февраля 2014 г.    | Внутренние прослушивания           | NERIT    | 23 января 2014 года Греческая корпорация телерадиовещания объявила приём заявок на национальный отбор до 9 февраля 2014 года. 11 февраля 2014 года в Афинской консерватории состоялись прослушивания молодых музыкантов, ранее подавших свои заявки на участие. 13 февраля стало известно, что Вассилис Дигос был выбран в качестве представителя своей страны на конкурсе. |
| Мальта     | 30 марта 2014 г.      | Внутренний                         | PBS      | 8 января 2014 года объявило приём заявок от молодых музыкантов до 31 января того же года. 30 марта стало известно, что внутренним отбором был выбран Курт Акулина. |
| Молдова    | 7-10 апреля 2014 г.   | Внутренние прослушивания           | TRM      | 28 марта 2014 года Телерадио-Молдова объявило о начале прьема заявок на участие в отборе до 6 апреля. 7-10 апреля состоялись прослушивания молодых музыкантов. 11 стало известно, что Ливыка Штирбу-Соколова был выбран в качестве представителя своей страны на конкурсе. |
| Нидерланды | 6 мая 2013 г.         | Avond van de Jonge Musicus 2013    | NTR      | В финале отборочного конкурса приняло участие 4 конкурсанта. Победу одержала Люсия Хорш. |
| Норвегия   | 9 февраля 2014 г.     | Virtuos 2014                       | NRK      | Норвежская вещательная корпорация объявилf приём заявок до 18 октября 2013 года. 9 января 2014 года состоялся первый полуфинал отбора, в котором приняли участие 8 конкурсантов. В финал прошли 2 участника, отобранные профессиональным жюри. 26 января состоялся второй полуфинал, на котором выступили 4 молодых музыканта, из которых лишь 2 прошли в финал. Третий полуфинал, из которого дальше прошёл лишь 1 участник, состоялся 2 февраля. Финал состоялся 9 февраля. Победу одержала Соноко Мириям Шимано Велде. |
| Польша     | 19 марта 2014 г.      | Młody Muzyk Roku                   | TVP      | 5 марта 2014 года Польское телевидение объявило имена 7 финалистов отбора, которые были выбран из двух полуфиналов. 19 марта состоялся финал «Młody Muzyk Roku», где гран-при завоевал Бартош Кольсут. |
| Португалия | 14 марта 2014 г.      | Внутренний                         | RTP      | 14 марта 2014 года стало известно, что Радио и телевидение Португалии внутренним отбором выбрала Андрэ Гунько. |
| Словения   | 24 января 2014 г.     | Evrovizijski Mladi Glasbeniki 2014 | RTVSLO   | В полуфинале, состоявшемся 15 января 2014 года в Студии №14 телерадиокомпании Словении, приняли участие 19 молодых музыкантов, из которых лишь 7 попали в финал. Финал отбора состоялся 22 января в зале «Юнайтед – Халл» Национальной консерватории музыки и танца Любляны. Гран-при завоевал Урбан Станич. |
| Хорватия   | 6 марта 2014 г.       | Euroviziji mladih glazbenika 2014  | HRT      | Финал отбора состоялся 6 марта 2014 года зале «Корнати» Гипо-Центра в Загребе. Гран-при отбора завоевала Сара Домьянич. |
| Чехия      | 15-16 февраля 2014 г. | Внутренние прослушивания           | ČT       | Чешское телевидение пригласило к прослушиваниям студентов музыкальных колледжей и консерваторий со всех уголков Чехии. Прослушивания состоялись 15-16 февраля в Праге. 20 февраля стало известно, что страну представит Мартин Кот. |
| Швеция     | 7 января 2014 г.      | Polstjärnepriset 2014              | SVT      | 5 января 2014 года состоялся полуфинал отбора, в котором приняли участие 8 молодых музыкантов. В финале отборочного конкурса, состоявшемся 7 января, приняло участие 4 конкурсанта. Первое место завоевал Албин Уусиаярви. |

## Другие страны

### Отказались от участия
- Беларусь — 6 января 2014 года Белтелерадиокомпания сообщила, что Беларусь не примет участие в конкурсе[16].
- Украина — 23 января 2014 года было подтверждено, что украинская вещательная компания NTU решила отказаться от участия в конкурсе[17].